# Legend of the Sea Devils
"Legend of the Sea Devils" é o segundo dos três especiais de 2022 da série de ficção científica britânica Doctor Who, transmitido originalmente através da BBC One em 17 de abril de 2022. Foi escrito por Ella Road e Chris Chibnall e dirigido por Haolu Wang. Serve como um episódio especial de Páscoa e apresenta Jodie Whittaker em seu penúltimo episódio como a Décima terceira Doutora ao lado de Mandip Gill como Yasmin Khan e John Bishop como Dan Lewis.
O episódio recebeu críticas mistas e negativas. Foi o menos assistido na história do programa desde seu retorno em 2005, sendo assistido por 3,47 milhões de telespectadores.

## Enredo
Em 1807, na China, a pirata Madame Ching invade uma aldeia e, usando uma joia, liberta involuntariamente o Demônio do Mar Marsissus de uma estátua de pedra. Marsissus mata Ying Wai, o pai do jovem Ying Ki, que foi encarregado de manter Marsissus contido. A Doutora, Yaz e Dan chegam para confrontar Marsissus e investigar a vila. Ying Ki e Dan pegam a joia, se separam e nadam até o navio de Ching para se vingar. Ching revela que está atrás do tesouro do lendário marinheiro Ji-Hun (que desapareceu em busca do tesouro do Flor de la Mar) porque precisa dele para pagar o resgate de sua tripulação sequestrada. Os Demônios do Mar libertam um leviatã, o Huasen, no navio de Ching.
A Doutora e Yaz usam a TARDIS para voltar mais 274 anos no passado e testemunham um Demônio do Mar traindo Ji-Hun a bordo do navio dele. Voltando a 1807, as duas tentam encontrar o naufrágio, mas sem sucesso. O Huasen leva a TARDIS para o covil submarino dos Demônios do Mar. Estes procuram a joia, a Pedra Angular, para executar seu plano. Fingindo que a possuem, a Doutora e Yaz o usam isso para embarcar no navio de Ji-Hun, que foi equipado com tecnologia alienígena. Eles veem Ji-Hun, que foi mantido em êxtase. Ele revela que enganou os Demônios do Mar em seu acordo. Marsissus percebe o blefe da Doutora, alegando que o Huasen localizou a Pedra Angular.
Ji-Hun, a Doutora e Yaz embarcam no navio de Ching. Ji-Hun descobre que Ying Ki é descendente de seu tripulante de maior confiança, Lei Bao, e revela que deu a Pedra Angular para Lei, que escapou de seu navio. Marsissus se apropria da Pedra Angular de Ying Ki no momento em que a Doutora percebe que os Demônios do Mar planejam usá-la para inundar a Terra.
Os protagonistas lutam contra os Demônios do Mar a bordo do navio de Ching. A Doutora altera a tecnologia do navio de Ji-Hun, mas destruí-la requer que dois cabos sejam mantidos juntos. A Doutora se oferece para ficar para trás enquanto os outros escapam, mas Ji-Hun se oferece para se sacrificar.
Madame Ching anuncia que recuperou tesouro suficiente para pagar o resgate e fará de Ying Ki um membro de sua tripulação. A Doutora leva Yaz e Dan para terra. Dan deixa uma mensagem para seu interesse amoroso, Diane, e fica surpreso quando ela liga de volta para ele. A Doutora, que reconheceu os sentimentos de Yaz por ela no navio de Ji-Hun, expressa solenemente seu desejo de poder passar mais tempo com Yaz.

## Produção

### Desenvolvimento
"Legend of the Sea Devils" foi escrito pela estreante Ella Road e pelo showrunner e produtor executivo Chris Chibnall. O episódio mostra o retorno dos Demônios do Mar pela primeira vez desde Warriors of the Deep (1984).

### Elenco
Jodie Whittaker aparece como a Décima terceira Doutora, ao lado de Mandip Gill como Yasmin Khan e John Bishop como Dan Lewis. O elenco convidado, composto por Crystal Yu, Arthur Lee e Marlowe Chan-Reeves foi anunciado em um trailer após os créditos de "Eve of the Daleks".

### Filmagens
O episódio foi dirigido por Haolu Wang. Os dois primeiros especiais de 2022 foram filmados como parte da produção da 13.ª temporada. As filmagens desses especiais foram concluídas em agosto de 2021.

### Publicidade
Como parte da promoção do episódio, o músico escocês Nathan Evans apareceu no canal oficial de Doctor Who no YouTube, cantando uma adaptação da canção marítima "Wellerman".

## Transmissão e recepção
| Críticas profissionais:           | Críticas profissionais: |
| Pontuações agregadas              | Pontuações agregadas    |
| Fonte                             | Avaliação               |
| --------------------------------- | ----------------------- |
| Metacritic                        | 51/100                  |
| Rotten Tomatoes (Pontuação Média) | 50%                     |
| Rotten Tomatoes (Tomatometer)     | 4,90/10                 |
| Avaliações da crítica             |                         |
| Fonte                             | Avaliação               |
| i                                 | [ 9 ]                   |
| Radio Times                       | [ 10 ]                  |
| The Independent                   | [ 11 ]                  |
| Evening Standard                  | [ 12 ]                  |

### Transmissão
"Legend of the Sea Devils" foi transmitido pela primeira vez na BBC One em 17 de abril de 2022, um Domingo de Páscoa, e foi o segundo dos três especiais de 2022.

### Audiência
O episódio foi assistido por 2,20 milhões de telespectadores durante a noite, tornando-se o décimo primeiro programa mais assistido do dia. O episódio recebeu uma pontuação no Índice de Apreciação do Público de 76. A audiência final consolidada do episódio foi de 3,47 milhões de espectadores, o número de audiência mais baixo na história do programa pós-2005 e o segundo mais baixo em toda a sua história, apenas à frente do primeiro episódio de Battlefield (1989), que recebeu 3,1 milhões de telespectadores.

### Recepção crítica
No Rotten Tomatoes, um site agregador de críticas, 50% dos oito críticos deram uma crítica positiva a "Legend of the Sea Devils", com uma avaliação média de 4,90 em 10. No Metacritic, outro agregador, o episódio recebeu uma média ponderada de 51 com base em seis avaliações, indicando "avaliações mistas ou médias". Benji Wilson, escrevendo para o The Daily Telegraph, disse que seus filhos acharam os Demônios do Mar "fofos", o que minou a percepção assustadora do episódio. No entanto, ele elogiou o "relacionamento queer entre a Doutora e Yaz", comentando que a interação entre as duas personagens foi "genuinamente comovente".
Atribuindo três estrelas de cinco, Martin Belam do The Guardian disse que o episódio "prometia um especial de Páscoa fanfarrão, e foi parcialmente cumprido", mas para ele as cenas entre a Doutora e Yaz no final "não soavam necessariamente verdadeiras".

## Home media
Este episódio, junto com "Eve of the Daleks", receberam um lançamento conjunto em DVD e Blu-ray na Região 2/B em 23 de maio de 2022, na Região 1/A em 28 de junho de 2022, e na Região 4/B em 13 de julho de 2022. O episódio foi incluído no conjunto com todos os especiais de 2022, lançado na Região 2/B em 7 de novembro de 2022.

## Trilha sonora
Em 18 de novembro de 2022, o compositor Segun Akinola anunciou que partes selecionadas da trilha sonora deste especial seriam lançadas digitalmente em 9 de dezembro de 2022. Um lançamento em CD físico contendo todas as trilhas sonoras dos três especiais de 2022 foi lançado em 13 de janeiro de 2023.